# Veterans Day
Veterans Day è il decimo album in studio da solista del rapper statunitense MC Eiht, pubblicato nel 2004.

## Tracce
1. Vets Day Intro
2. Streets Don't Love U
3. It's Alright
4. Pink Is 4 Honeys
5. U Know Why (featuring Tha Chill)
6. Gangsta Smash
7. Wrong Attire
8. Living Like G'staz
9. Some of These Thugs
10. We Heated
11. Somebody (featuring Tha Chill)
12. We Made It '04 (featuring Tha Chill)
13. Bac in Town
14. Wavin the Pistol
15. Get Yo Grind On (Garage Mix)
16. Nobody Beat Us